# 8772 Minutus
8772 Minutus è un asteroide della fascia principale. Scoperto nel 1973, presenta un'orbita caratterizzata da un semiasse maggiore pari a 2,3963119 UA e da un'eccentricità di 0,2342322, inclinata di 3,36286° rispetto all'eclittica.